# بوليكاربوف آي-15
بوليكاربوف أي-15 (بالروسية: Истребитель пятнадцатый، نح: إيستريبيتل بياتنادتساتي، أي المقاتلة الخامسة عشر، وتُعرف اختصارًا باسم И-15)، مقاتلة سوفيتية مزدوجة الأسطح، بدأ إنتاجها أوائل العٍقد الرابع من القرن العشرين، وحملت الاسم الكودي تشايكا، أي النورس (بالروسية: Чайка) نسبة إلى أجنحتها العلوية نورسية الشكل، استُخدمت على نِطاق واسع من قِبل القوات الجوية السوفيتية، كما شكّلت بجانب الطائرة بوليكاربوف أي-16 أحادية السطح، العمود الفقري لللجمهوريين الإسبان خلال الحرب الأهلية الإسبانية، حيث أُطلق عليها لقب تشاتو، أي فطساء الأنف (بالإسبانية: Chato) داخل قوات الجمهوريين الجوية، وكذلك لقب كورتيس(بالإنجليزية: Curtiss)‏ داخل قوات القوميين الجوية، نسبة إلى التشابه الكبير بينها وبين الطائرة كورتيس إف 9 سي سباروهاوك أمريكية الصُنع.